# 上海城市交响乐团
上海城市交响乐团是位于上海的一个非职业交响乐团，由著名指挥家曹鹏创建于2005年，是世界非职业交响乐团联盟组织成员之一。

## 团员
乐团由长期居住在上海，具有相当演奏水平，跨越年龄、国籍和职业的音乐爱好者组成。

## 指挥
乐团首席指挥曹鹏，毕业于山东大学文艺系，曾在莫斯科柴科夫斯基音乐学院歌剧交响乐指挥系留学，期间多次和莫斯科广播交响乐团等乐团举行音乐会和歌剧，并在海外首次举行“中国作品音乐会”和小提琴协奏曲《梁祝》作品演奏会等。
回国后自1949起，担任上海和北京的电影乐团指挥，录制大量电影音乐。他也曾和香港 HNH 国际唱片公司合作，指挥录制了“系列中国交响乐作品大全”50多盘CD. 曹鹏先后率领上海交响乐团、上海乐团、上海民族乐团等去世界各国访问演出，也是早期在台湾进行文化交流的音乐家之一，他指挥上海民族乐团和台北实验国乐团在台湾联合演出，被誉为40年来两岸首次文化交流合作的盛事。
2005年，曹鹏发起并成立上海曹鹏音乐中心，创办了中国大陆第一个业余乐团——上海城市交响乐团。2011年又成立了上海学生交响乐团和黄浦区城市青少年交响乐团。
曹鹏先生的名字已入载美国《世界名人录》、《美国世界名人传记》和《英国剑桥名人传记》。

## 公益
天使知音沙龙是上海城市交响乐团旗下一个关爱自闭症儿童的项目。定期举办音乐沙龙，引导自闭症儿童接受音乐教育。其中乐感较好的孩子，会由城市交响乐团团员志愿担任其专业器乐教师，并有机会参与城市交响乐团的演出和其他慈善演出。

## 演出
- 2010年2月14日，应日本川崎市高津市民交响乐团邀请，上海城市交响乐团与高津市民交响乐团在高津市民会馆举办了名为“日中音乐交流之夜”的演奏会，双方各有60余名成员参加演出。

- 2010年7月17日夜，在世界业余交响乐团联盟倡导下，来自日本、美国、墨西哥、澳大利亚、德国、保加利亚、奥地利、英国、法国、新加坡等26个国家（地区）的非职业音乐演奏演唱爱好者，联合上海市17支合唱团，与上海城市交响乐团同台，举办“世博强音,世纪交响”千人交响合唱音乐会，总人数逾1300名。

- 2010年11月21日，上海城市交响乐团在上海胶州火灾现场，为悼念火灾遇难者的市民举行半个小时的义演。

- 2014年4月20日，乐团和自闭症孩子一起，在上海文化广场举办“第四届爱在城市——关爱自闭症慈善音乐会”。

## 引用
1. ↑  .   [2014-05-13]. （原始内容存档于2014-05-13）. 上海学生交响乐团 指挥家曹鹏简介